# Ein Tier im Mond

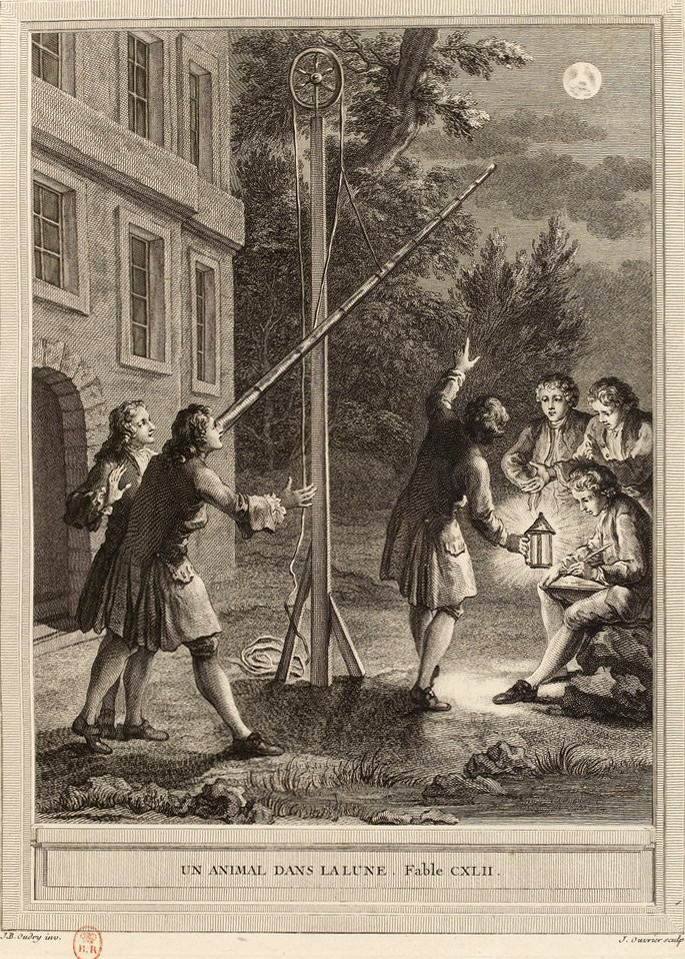

Ein Tier im Mond (französisch: Un Animal dans la lune) ist die 18. Fabel im siebten Buch der Fabelsammlung des französischen Dichters Jean de La Fontaine. In der Fabel „Un animal dans la lune“ handelt der Dichter zwei auf den ersten Blick denkbar weit voneinander entfernte Gedanken nacheinander ab: einerseits die Beteiligung der Sinne und des Verstandes an der Sinneswahrnehmung, andererseits den Wunsch nach Frieden, damit Wissenschaften und Kunst blühen können (was La Fontaine sehr am Herzen lag).
La Fontaine ließ sich zu dieser besonderen Fabel von einem Vorfall inspirieren, der sich 1677 in London ereignet hatte. Der Gelehrte Paul Neal, ein Mitglied der Royal Society, hatte behauptet, mit einem Teleskop ein riesiges Tier auf dem Mond gesichtet zu haben, das einem Elefanten gleiche. Diese Sensation wurde mit viel Fanfare veröffentlicht. Als das Teleskop jedoch abmontiert und geöffnet wurde, stellte sich heraus, dass er in Wirklichkeit den winzigen Flügel einer Fliege und eine kleine Maus gesehen hatte, die in der Linse des Instruments gefangen waren. Dieser Vorfall wurde von Samuel Butler in einem Gedicht mit dem Titel Der Elefant auf dem Mond karikiert.
La Fontaine hatte aber nicht von Samuel Butler von der Begebenheit erfahren (dessen Gedicht ja erst 1759 posthum veröffentlicht wurde), sondern von seinen Freunden in London, nämlich Saint-Evremond und Barillon. Den Vorfall nutzte La Fontaine dann als Thema zur intellektuellen Meditation über die Schwäche der Sinne. Die gebannte Betrachtung von Gestirnen – wie eben des Mondes – kann eine ganze Reihe von Selbsttäuschungen hervorbringen – von der Sichtung eines sprichwörtlichen „Mondkalbs“ sogar bis hin zur Hingabe in ein vermeintlich schicksalhaft vorgezeichnetes Kriegsverhängnis.